# 東京SNG
『東京SNG』（とうきょうエスエヌジー）は、香取慎吾の2枚目のスタジオ・アルバム。2022年4月13日にワーナーミュージック・ジャパンよりリリースされた。

## 概要
前作より2年3ヶ月ぶりとなるアルバム。
「タキシードが似合うジャズ」をコンセプトに作成され、新しい学校のリーダーズ、H ZETTRIO、ヒグチアイ、GENTLE FOREST JAZZ BAND、田島貴男、WONK、小西康陽、向井秀徳、劇団ひとりなどが参加している。
2022年3月30日に表題曲の「東京SNG」が先行配信された。
2021年2月1日に配信限定シングルとしてリリースされた「Anonymous (feat.WONK)」は未収録となっている。

### 仕様
「通常盤」「初回限定・GOLD BANG!」「初回限定・観るBANG!」の3形態で発売。

## チャート成績
2022年4月25日付のオリコン週間アルバムランキングでは初動2万7千枚を売り上げ、週間2位にランクインした。

## 収録曲
1. 東京SNG
作詞・作曲：Hiroaki Yamashita・Shutoku Mukai・Shingo／編曲：Hiroaki Yamashita
2. こんがらがって(feat.H ZETTRIO)
作詞・作曲：H ZETT M・Kana Yaginuma（ex. カラスは真っ白）・Shingo／編曲：H ZETT M
3. Catharsis(feat.WONK)
作詞・作曲：WONK・Yanosuke・Shingo／編曲：WONK
4. 今夜最高ね
作詞・作曲：Sohsaku Ohtake・Shingo／編曲：村田陽一
5. ひとりきりのふたり(feat.ヒグチアイ)
作詞・作曲：Ai Higuchi・Shingo／編曲：松岡モトキ
6. シンゴペーション(feat.Gentle Forest Jazz Band)
作詞・作曲：Motoi Murakami・Gentle Kubota・Shingo／編曲：村上基
7. Mack the Knife
作詞・作曲：Bertolt Brecht・Kurt Weill・Marc Blitzstein／編曲：村田陽一
1928年に発表されたジャズのスタンダードナンバーのカバー
8. Slow Jam
作詞・作曲：Mori Zentaro・ZIN・Shingo／編曲：森善太郎
9. Happy BBB(feat.田島貴男(Original Love))
作詞・作曲：Takao Tajima・Naruhiro Gompa・Shingo／編曲：田島貴男
10. 東京タワー(feat.新しい学校のリーダーズ)
作詞：Toshio Nomura／作曲：Toru Funamura／編曲：小西康陽
美空ひばりが1959年3月に発売したシングル曲のカバー
2022年6月9日放送、NHK総合「SONGS」にて演奏。
11. 道しるべ
作詞・作曲：Takeshi Ota・Gekidanhitori・Shingo／編曲：Takeshi Ota[4]

初回限定・観るBANG!DVD
1. 東京SNG (Music Video)
2. 東京タワー (Music Video)

## 演奏[5]
- 林正樹：Piano (#1)
- 須川崇志：Wood Bass (#1)
- 永田真毅：Drums (#1)
- Luis Valle、川上鉄平、桑田亜季：Trumpet (#1)
- 奥村晶：Trumpet (#1.4.7.9.11)
- 高井天音、西村健司：Trombone (#1)
- 川原聖仁：Trombone (#1.3)
- 朝里勝久：Bass Trombone (#1.4.7)
- 辻野進輔：Alto Saxophone (#1)
- 鈴木圭
  - Tenor Saxophone (#1.9)
  - Baritone Sax (#4.7)
  - Clarinet (#10)
- 鈴木広志：Tenor Saxophone (#1)
- つづらのあつし：Baritone Saxophone (#1)
- 土井徳浩：Clarinet (#1)
- 押鐘貴之ストリングス：Strings (#1)
- 佐々木久美：Chorus (#1.4)
- H ZETT M：Piano (#2)
- H ZETT NIRE：Double Bass (#2)
- H ZETT KOU：Drums (#2)
- 長塚健斗：Vocal (#3)
- 江崎文武：Keyboards (#3)
- 井上幹：Bass (#3)
- 荒田洸：Drums (#3)
- 真砂陽地：Trumpet & Flugelhorn (#3)
- 石川広行：Trumpet (#3)
- MELRAW：Alto Sax & Flute (#3)
- 馬場智章：Tenor Sax (#3)
- 笹路正徳
  - Rhodes (#4)
  - Piano (#7)
- 岡沢章：Electric Bass (#4)
- 土方隆行：Electric Guitar (#4)
- 西村浩二、菅坂雅彦：Trumpet (#4.7.9)
- 中野勇介：Trumpet (#4.7)
- 村田陽一：Trombone (#4.7.9)
- 鹿討奏：Trombone (#4.7.9.11)
- 榎本裕介：Trombone (#4.7)
- 本田雅人：Alto Sax (#4.7.9)
- 真野崚磨：Alto Sax (#4.7)
- 小池修：Tenor Sax (#4.7.9)
- 竹野昌邦：Tenor Sax (#4.7)
- 坂本圭：Flute (#4)
- クラッシャー木村ストリングス：Strings (#4)
- ヒグチアイ：Piano & Chorus (#5)
- CHIDORIストリングスカルテット：Strings (#5)
- ジェントル久保田：Leader & Conductor (#6)
- 赤塚謙一、村上基、佐瀬悠輔、具志堅創：Trumpet (#6)
- 大田垣"OTG"正信、張替啓太、高橋真太郎：Trombone (#6)
- 石川智久：Bass Trombone (#6)
- 菅野浩、多田尋潔：Alto Saxophone (#6)
- 大内満春、上野まこと：Tenor Saxophone (#6)
- 小嶋悠貴：Baritone Saxophone (#6)
- 別所和洋：Piano (#6)
- 藤野"デジ"俊雄：Bass (#6)
- 加治雄太：Guitar (#6)
- 松下マサナオ：Drums (#6)
- 木村美保、出口優日、伊神柚子：Backing Vocals (#6)
- バカボン鈴木：Wood Bass (#7)
- 渡嘉敷祐一：Drums (#7)
- 三好“三吉”功郎：Electric Guitar (#7)
- Hikari：Chorus (#8)
- U9：Bass (#8)
- イケガミキヨシ：Strings Arrangement (#8)
- 田島貴男：Vocal & Guitar (#9)
- 佐野康夫：Drums (#9)
- 小松秀行：Bass (#9)
- 河合大介：Hammond Organ (#9)
- 山城純子：Bass Trombone (#9)
- 山本拓夫：Baritone Sax (#9)
- Gompa, Agt, Mesi, Tommy, Byte, Gyo：Chorus (#9)
- 鈴木克人：Wood Bass (#10)
- 田辺充邦：Electric Guitar (#10)
- 香取良彦：Vibraphone, Glockenspiel, Xylophone, Tubular Bells (#10)
- 高桑英世：Flute, Piccolo, Recorder (#10)
- 真部裕ストリングス：Strings (#10)
- 福富幸宏：Programming (#10)
- 伊藤史朗：Drums (#11)
- 小笹了水：Electric Bass (#11)
- 古川望：Electric Guitar (#11)
- 中西康晴：Piano (#11)
- 三沢またろう：L.Percussion (#11)
- 松本浩昭、築山昌広：Trumpet (#11)
- 佐藤洋樹、鳥塚心輔：Trombone (#11)
- 近藤淳：Alto Sax (#11)
- 吉田治：Tenor Sax (#11)
- 上里稔：Baritone Sax (#11)
- 室屋光一郎ストリングス：Strings (#11)
- 有坂美香、SAK、田中雪子、鈴木佐江子、森加奈子、浅井麻里、小田原“ODY”友洋、DAISUKE、大山佳祐、岡崎昌幸、結城賢吾、高尾直樹：Chorus (#11)